# دیپلماسی

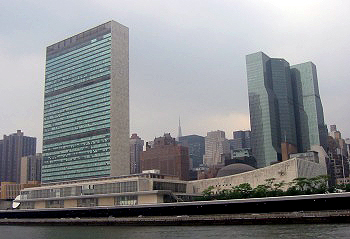
سازمان ملل متحد بزرگ‌ترین سازمان دیپلماتیک فراملی در جهان است.

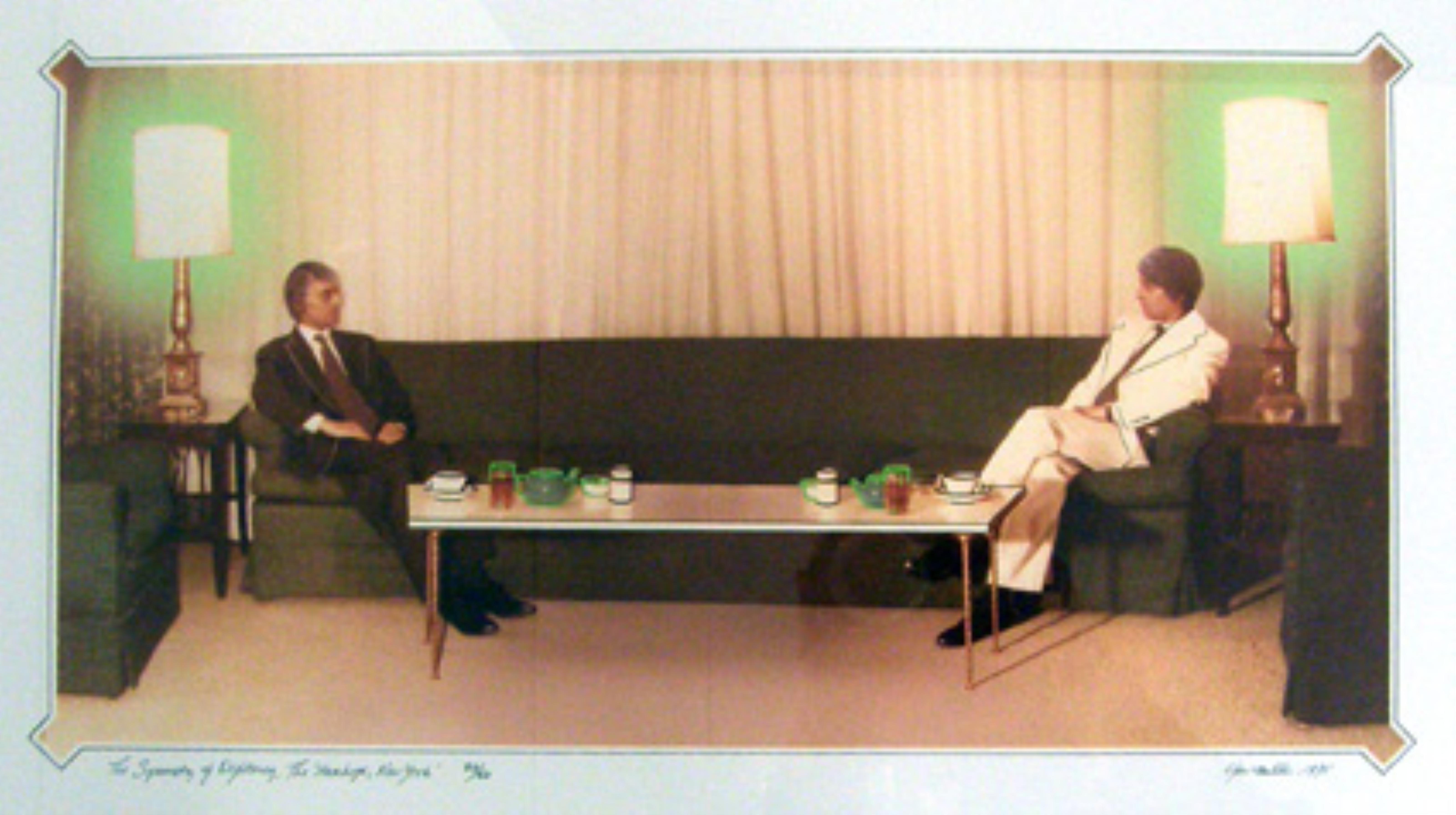
Ger van Elk, Symmetry of Diplomacy, 1975, Groninger Museum.

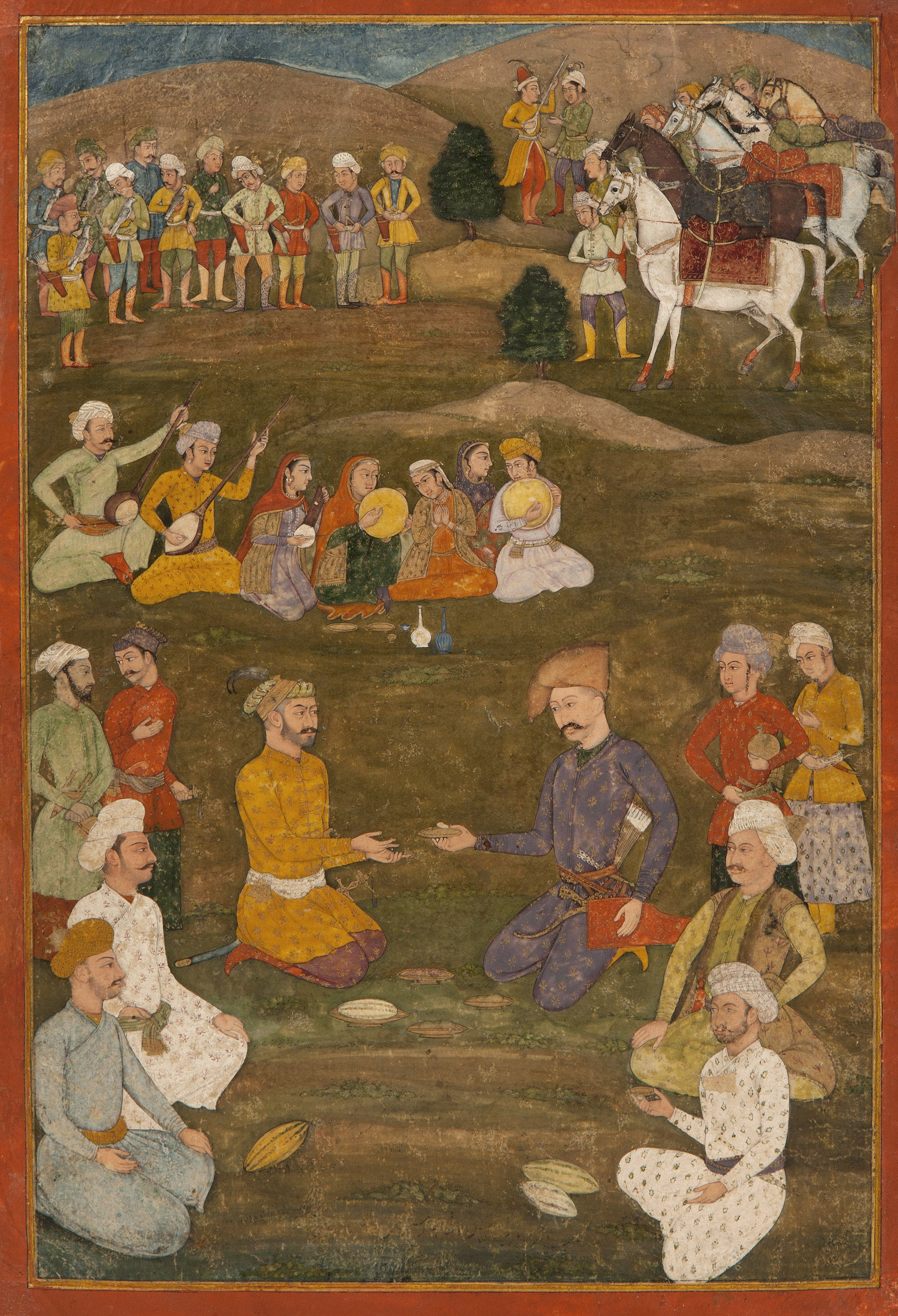
اثری نقاشی از به‌حضور پذیرفته‌شدن خان‌عالم، سفیر جهانگیرشاه گورکانی در یک شکارگاه توسط شاه عباس.

دیپلماسی (به انگلیسی: Diplomacy) به دانش ارتباط میان سیاست‌مداران و سران کشورهای جهان گفته‌می‌شود. به مقام‌های رسمی سیاسی، فرهنگی، اقتصادی و نظامی یک کشور نزد کشور یا سازمان بین‌المللی پذیرنده «دیپلمات» می‌گویند. در فرهنگ روابط دیپلماتیک، عالی‌ترین مقام سیاسی در نزد کشور میزبان را « سفیر » می‌نامند.

## اصول، آداب و پروتکل‌های دیپلماتیک
بر اساس «ماده ۲۲» کنوانسیون وین درباره روابط کنسولی، اماکن دیپلماتیک و کنسولی و هیئت‌های دیپلماتیک، دارای «مصونیت سیاسی» هستند و از این روی، پلیس و نیروهای امنیتی کشور میزبان نمی‌تواند وارد محدوده دیپلماتیک کشور دیگری شوند و نمایندگان یا کارگزاران دولت میزبان تنها با اجازه سفیر و در غیاب سفیر، رئیس هیئت نمایندگی، حق ورود به این محدوده را دارند.
مطابق کنوانسیون ۱۹۶۱ وین، دولت‌های میزبان، مسئول حفاظت و تأمین امنیت سفارتخانه‌ها و نمایندگی‌های دیپلماتیک خارجی در کشور خود هستند.
بر اساس پروتکل‌های تشریفات، معمولاً هر سفر بالاترین مقام اجرایی یک کشور باید پیش از انجام دومین سفر، با پاسخ متقابل هم‌راه شده‌باشد. مطابق رویه دیپلماتیک، بی‌پاسخ ماندن سفر مقام‌های رسمی یک کشور به کشور دیگر، به معنی کم‌اعتنایی یا ابراز ناخرسندی نسبت به دولت مقابل است.
شرکت روسای دولت‌ها، بدون «سفر رسمی» قبلی به کشور محل برگزاری بازی‌های المپیک، در آداب دیپلماتیک مرسوم نیست.